# Mosquée d'Omar (Bethléem)
Pour les articles homonymes, voir Mosquée d'Omar.
La mosquée d'Omar située sur la place de la Mangeoire (en) de Bethléem en face de la basilique de la Nativité, est l'unique mosquée de la vieille ville.

## Histoire
La mosquée est construite en 1860 sur un terrain concédé par l'Église grecque orthodoxe. Elle est dédiée au calife Omar qui a conquis Jérusalem et s'est rendu à Bethléem en l'an 637. Selon la légende, à la demande du patriarche Sophrone de Jérusalem, le calife aurait fait sa prière dans la basilique à cette occasion, dans l'abside méridionale qui se trouvait précisément dans l'orientation de la Mecque. Selon la tradition, Omar aurait remis à Sophrone un acte, appelé « pacte d'Omar », aux termes duquel les musulmans ne devaient venir prier dans cet endroit qu'un par un, sans s'y réunir en groupe pour la prière et sans y faire le Adhan.
La mosquée est rénovée dans les années 1950.